# Marlon Pereira Freire
Marlon Pereira Freire, né le 26 mars 1987 à Rotterdam aux Pays-Bas, est un footballeur international arubais jouant au poste d'arrière droit ou de milieu défensif à SteDoCo (en).

## Palmarès
Vierge